# Sings the Ballads of the True West
Sings the Ballads of the True West è il quattordicesimo album in studio del cantante country Johnny Cash, pubblicato nel 1965 dalla Columbia Records. Il disco, che è strutturato come un concept album, contiene cover di brani del West e pezzi originali.

## Tracce
1. Hiawatha's Vision (Johnny Cash) – 2:25
2. The Road to Kaintuck (Cash/June Carter) – 2:43
3. The Shifting (Jack V.C. Gilbert, Mary Margaret Hadler) – 2:54
4. The Ballad of Boot Hill (Carl Perkins) – 3:48
5. I Ride an Old Paint (Tradizionale) – 2:58
6. Hardin Wouldn't Run – 4:19
7. Mr. Garfield (Ramblin' Jack Elliott) – 4:35
8. Streets of Laredo (Tradizionale) – 3:39
9. Johnny Reb (Merle Kilgore) – 2:50
10. A Letter from Home (Maybelle Carter, Dearest Dean) – 2:35
11. Bury Me Not on the Lone Prairie (Tradizionale) – 2:26
12. Mean as Hel (Cash) – 3:07
13. Sam Hall (Tex Ritter) – 3:15
14. 25 Minutes to Go (Shel Silverstein) – 3:14
15. The Blizzard (Harlan Howard) – 3:53
16. Sweet Betsy from Pike (Jimmie Driftwood) – 3:57
17. Green Grow the Lilacs (Tradizionale) – 2:47
18. Stampede (Peter La Farge) – 4:01
19. Whispering Sands (Jack Gilbert, Mary Hadler) – 2:28
20. Reflections (Cash) – 2:58

Bonus track
1. Rodeo Hand (Peter La Farge) – 2:27
2. Stampede (Peter La Farge) – 1:07

## Formazione
- Johnny Cash - voce, chitarra
- Luther Perkins - chitarra
- Norman Blak, Jack Clement - chitarra acustica
- Bob Johnson - chitarra a 12 corde, flauto, banjo, mandolino
- Marshall Grant - basso
- W.S. Holland, Michael N. Kazak - batteria
- Bill Pursell - piano
- Charlie McCoy - armonica
- Mother Maybelle Carter - autoharp
- The Carter Family, The Statler Brothers - cori